# Echium leucophaeum
Echium leucophaeum är en strävbladig växtart som beskrevs av Philip Barker Webb, Thomas Archibald Sprague och Hutchinson. Echium leucophaeum ingår i släktet snokörter, och familjen strävbladiga växter. Inga underarter finns listade i Catalogue of Life.

## Bildgalleri

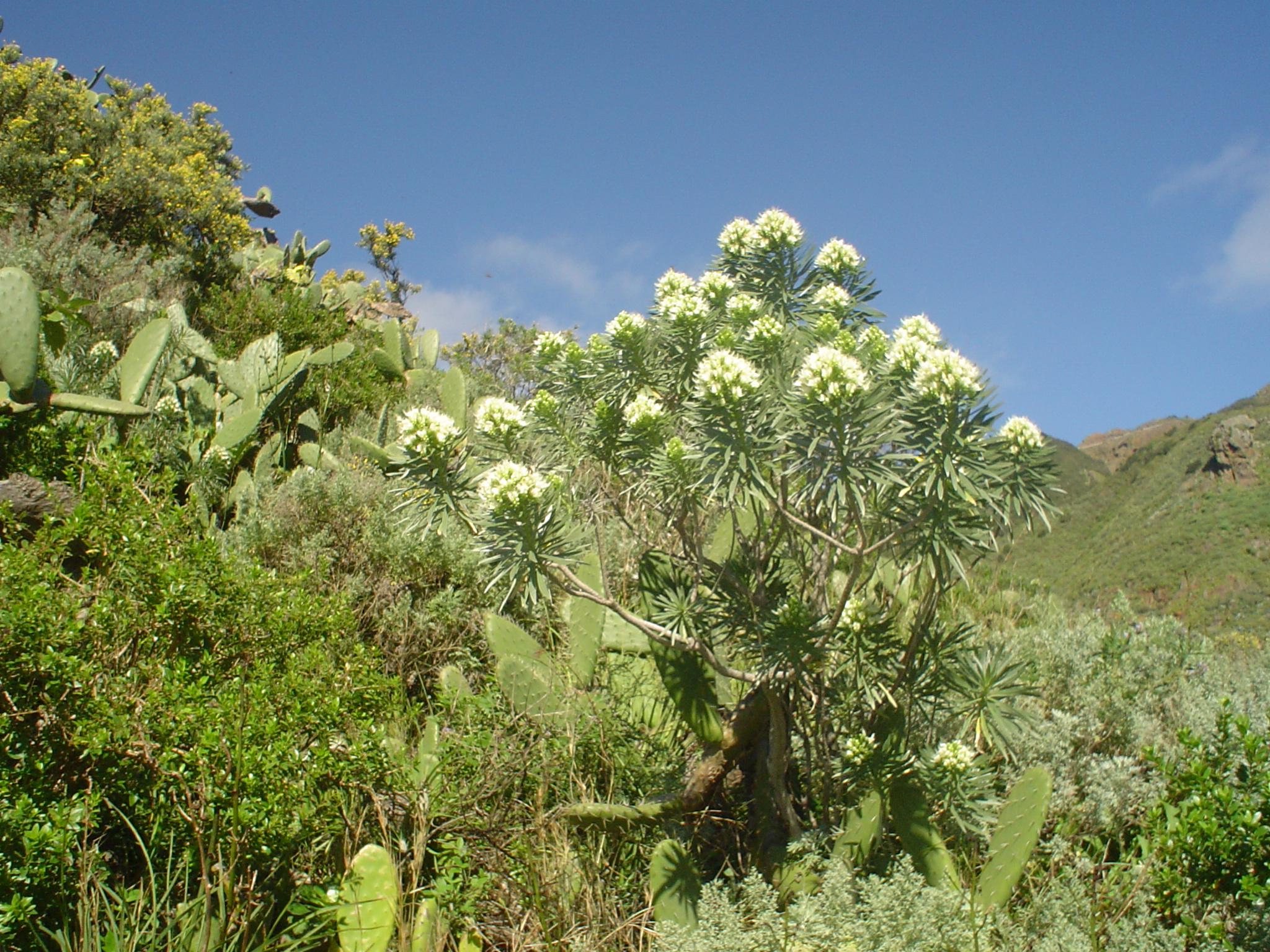